# كيب هانراهان
كيب هانراهان (بالإنجليزية: Kip Hanrahan)‏ هو عازف جاز وملحن ومنتج أسطوانات أمريكي، ولد في 9 ديسمبر 1954 في ذا برونكس في الولايات المتحدة.

## وصلات خارجية
- كيب هانراهان على موقع IMDb (الإنجليزية)
- كيب هانراهان على موقع ميوزك برينز (الإنجليزية)
- كيب هانراهان على موقع أول ميوزيك (الإنجليزية)
- كيب هانراهان على موقع ديسكوغز (الإنجليزية)